# Стивен Рут
Стивен Рут (енгл. Stephen Root; Сарасота, Флорида, 17. новембар 1951) амерички је филмски, позоришни и телевизијски карактерни глумац, пре свега, најпознатији по својим комичним улогама.
Постао је познат по улози Џимија Џејмса у ТВ серијалу NewsRadio, где је глумио у пет сезона, као и по мањим улогама у многим филмовима, укључујући Бафи убица вампира (1992) и Канцеларијски простор (1999), О, брате, где си? (2000), Између две ватре (2004), Нема земље за старце (2007), Усамљени ренџер (2013), Бежи! (2017). Поред филмова, играо је и у мањим улогама у многим ТВ серијама ХБО-а, укључујући Царство порока, Права крв, Пери Мејсон.
Рут је 2019. био номинован за награду Еми за ударне термине за најбољу споредну мушку улогу у хумористичкој ТВ серији за улогу у ТВ серији Бери.